# Клочан Олександр Вікторович
Олекса́ндр Ві́кторович Клочан (29 грудня 1992 — 7 лютого 2015) — старший солдат Збройних сил України.

## Життєвий шлях
Його батько — лісник. Олександр мобілізований в травні 2014-го, водій, 101-ша окрема бригада охорони ГШ. В серпні його батько, Віктор Валерійович, також вступив до лав дієвої армії.
7 лютого 2015-го загинув під час обстрілу з БМ-21 базового табору бригади під Дебальцевим.
Тіло вивезене з окупованої території «Офіцерським корпусом». Похований в селі Поташ.

## Нагороди
За особисту мужність і героїзм, виявлені у захисті державного суверенітету та територіальної цілісності України, вірність військовій присязі під час російсько-української війни, відзначений — нагороджений
- орденом «За мужність» III ступеня (посмертно)